# Varize (Eure-et-Loir)
Varize település Franciaországban, Eure-et-Loir megyében. Lakosainak száma 189 fő (2022. január 1.). Varize Bazoches-en-Dunois, Nottonville, Péronville, Villampuy és Villemaury községekkel határos.

## Népesség
A település népessége az elmúlt években az alábbi módon változott:
| Lakosok száma | 222  | 176  | 180  | 200  | 205  | 198  | 196  | 194  | 194  | 189  |
|               | 1968 | 1982 | 1990 | 2006 | 2013 | 2015 | 2017 | 2019 | 2020 | 2022 |